# Terence Fixmer
Terence Fixmer (* 1972 te Rijsel) is een Franse producer en live-act op het gebied van elektronische dansmuziek.

## Loopbaan
In 1993 verscheen zijn eerste productie onder de alias Cyborg op een Belgisch label. Tot 1998 verschenen zijn volgende opnnames een Frans of Belgisch platenlabel. In 1996 richtte hij met Emmanuel Top het label "Attack Records" op, twee jaar later gevolgd door het label "Planete Rouge
In 1999 produceerde Fixmer de track "Electrostatic", waar DJ Hell een licentie op nam. Electrostatic werd zeer succesvol en werd door het tijdschrift Groove tot beste track van het jaar gekozen.
In 2001 verscheen zijn debuutalbum "Muscle Machine" en in 2004 produceerde hij met Nitzer Ebb-zanger Douglas McCarthy het album "Between The Devil". In 2006 verscheen Fixmers tweede album, "Silence Control".

## Discografie (keuze)
- 1998, Gemini 9 (12") (Planete Rouge)
- 1999, Electric Vision (12") (Gigolo)
- 1999, Electrostatic (12") (Gigolo)
- 2000, Warm / Body Pressure (12") (Gigolo)
- 2001, Armee Des Tenebres (12", S/Sided, Ltd) (Gigolo)
- 2001, Muscle Machine (2xLP) (Gigolo)
- 2002, Breathe / She Said Destroy (12") (Planete Rouge)
- 2002, Red Section / The Calling (12") (Planete Rouge)
- 2003, Aktion Mekanik Theme (12", S/Sided, Ltd) Music Man Records
- 2003, Cerveaux Sans Âmes (12") (Gigolo)
- 2005, Danse Avec Les Ombres (12") Citizen Records
- 2005, I Swear (12") (Gigolo)
- 2006, Hold Me (12") Datapunk
- 2006, Muscle Collection (2xCD) Masterhit Recordings
- 2006, Silence Control (CD, album) (Gigolo)
- 2007, Mental Science EP (12") (Planete Rouge)

### Remixes (keuze)
- Sven Väth - Ein Waggon voller Geschichten
- DJ Hell - This is for You